# Jean de Joinville
Jean de Joinville (1224 – 1317. december 24.) középkori champagne-i nemesember, örökös sénéchal, keresztes lovag, IX. (Szent) Lajos francia király harcostársa, barátja és életírója volt.

## Élete
Előkelő nemesi családból született, atyja Simon de Joinville, édesanyja pedig Béatrice d'Auxonne volt. 1233-ban örökölte Joinville-t. IV. Theobald Champagne-i gróf udvarában kapott lovagi nevelést. Valamelyest latinul is megtanult, egyúttal az olvasás és írás művészetét is elsajátította. Urával 1241-ben csatlakozott a királyi udvarhoz, majd 1244-ben az uralkodóval tartottak annak egyiptomi keresztes hadjáratára. A hadjáraton lett Lajos bizalmasa, barátja és tanácsadója.
1250-ben, amikor a sereg nagy részével és a királlyal fogságba esett Manszúra sikertelen ostroma után, nagy szerepe volt a tárgyalásokban és a váltságdíj összegyűjtésében. Ezután valószínűleg ő győzte meg urát, hogy az azonnali hazatérés helyett a szentföldi keresztes államok helyzetét rendezze. 1250-1254 között ő volt a király legfontosabb tanácsosa, és IX. Lajos a későbbiekben is nagy becsben tartotta barátját, aki apjától a sénéchali tisztét is megörökölte.
Az 1270-ben indult VIII. keresztes hadjáraton nem volt hajlandó részt venni, mert meg volt győződve annak haszontalanságáról. Előrelátónak bizonyult, ugyanis a hadjárat nemhogy eredményt nem ért el, de katasztrofálisan végződött: a had nagy része és maga Lajos is odaveszett a vérhasjárványban.
1271-től a pápa vizsgálatot indított IX. Lajos szentté avatásának ügyében, és nagy hasznát vették Joinville, a hű barát és megbízható szemtanú tanúságtételének (1282). A sénéchal rendszeresen látogatta az elhunyt király özvegye, Provence-i Margit udvarát, és Margit ösztönzésére kezdte megírni 1309-ben befejezett krónikáját, a Szent Lajos életét (Vie de Saint Louis), ami a korszak rendkívül fontos dokumentuma.
Joinville matuzsálemi korban, 93 évesen halt meg. A joinville-i kastély Szent Lőrincről elnevezett és mára lerombolt templomának Szent József védelmébe ajánlott kápolnájába temették.
Kétszer nősült, Alix de Reynel és Alix de Grandpré voltak választottjai. Három gyermekéről tudunk:
- Anseau (1265 – 1343), 1339-ben marsall lett.
- Robert
- Marguerite

## Művének magyar nyelvű fordítása
- Szent Lajos élete és bölcs mondásai; szerk. Csernus Sándor, tan. Jacques Le Goff, Csernus Sándor, Zimonyi István, ford. Csernus Sándor, Cs. Tóth Annamária; Balassi, Bp., 2015 (A középkori francia történeti irodalom remekei) ISBN 9789635069637, 448 p.